# Момцима које сам волела: P. S. И даље те волим
Момцима које сам волела:  И даље те волим (енгл. To All the Boys: P.S. I Still Love You) амерички је тинејџерски и љубавно-хумористички филм из 2020. године, у режији Мајкла Фимоњарија, по сценарију Софије Алварез и Џ. Милса Гудлоа. Темељи се на роману P. S. И даље те волим ауторке Џени Хан из 2015. године. Главне улоге глуме: Лана Кондор, Ноа Сентинео, Џордан Фишер, Ана Кеткарт, Џанел Париш, Рос Батлер, Мадлен Артур, Емилија Баранац, Трецо Махоро, Холанд Тејлор, Сарају Блу и Џон Корбет. Приказан је 12. фебруара 2020. за Netflix.
Наставак је филма Момцима које сам волела (2018) и други део филмске серије Момцима које сам волела. Прати га филм Момцима које сам волела: Увек и заувек (2021). Добио је помешане критике.

## Радња
Није мислила да ће се заиста заљубити у Питера. И он и она су се само претварали. Али онда одједном — више нису. И сад је Лара Џин збуњенија него икад. А онда се други дечко из њене прошлости и њених писама врати у њен живот, и са њим и њена осећања према њему.

## Улоге
| Глумац          | Улога           |
| --------------- | --------------- |
| Лана Кондор     | Лара Џин        |
| Ноа Сентинео    | Питер           |
| Џордан Фишер    | Џон Амброз      |
| Ана Кеткарт     | Кити            |
| Џанел Париш     | Марго           |
| Рос Батлер      | Тревор          |
| Мадлен Артур    | Кристина        |
| Емилија Баранац | Џеневив         |
| Трецо Махоро    | Лукас           |
| Холанд Тејлор   | Сторми          |
| Сарају Блу      | Трина Ротсчајлд |
| Џон Корбет      | др Кови         |
| Келси Мавем     | Емили           |
| Џули Тао        | Хевен           |